# 율리시즈 (1954년 영화)
《율리시즈》(Ulisse, Ulysses)는 이탈리아에서 제작된 마리오 카메리니 감독의 1954년 모험 영화이다. 커크 더글라스 등이 주연으로 출연하였고 디노 드 로렌티스 등이 제작에 참여하였다.

## 출연

### 주연
- 커크 더글라스
- 실바나 망가노
- 앤서니 퀸
- 로산나 포데스타

### 조연
- 실비
- 다니엘 이베넬
- 프랑코 인테르렝기
- 에비 말타글리아티
- 타니아 웨버
- 피에로 룰리
- 움베르토 실버스트리
- 테레사 펠라티
- 마리오 펠리시아니
- 미셸 리카르디니
- 알레산드로 페르센

## 한국판 성우진

### MBC (1983년 9월 21일)
- 김용식 - 유리시즈 (커크 더글라스)
- 정희선 - 페넬로페 (실바나 망가노)
- 김성겸 - 안토니우스 (앤서니 퀸)
- 박소현 - 나우시카 (로산나 포데스타)

### KBS (1989년 7월 16일)
- 유강진 - 율리시즈 (커크 더글라스)
- 권희덕 - 페넬로페 (실바나 망가노)
- 설영범 - 안토니우스 (앤서니 퀸)
- 이강룡
- 정기항
- 김정경
- 김정희
- 온영삼
- 김새영
- 이정구
- 정경애
- 유해무
- 이봉준
- 장광

## 기타
- 원작자: 호머
- 미술: 플라비오 모게리니